# Kalush Orchestra
A Kalush Orchestra ukrán együttes, amely 2019-ben alakult. Ők képviselték Ukrajnát a 2022-es Eurovíziós Dalfesztiválon Torinóban, a Stefania című dallal, mellyel meg is nyerték a versenyt.

## Történet
A Kalush Orchestra 2019-ben jött létre. Nevüket az egyik tag, Pszjuk szülővárosáról, az Ivano-frankivszki területen található Kalus városáról kapta. Első daluk, a Nye marinuj 2019 októberében debütált, ezt követte a Tyi honyis a következő hónapban. Ezután az amerikai Def Jam Recordings lemezkiadóval kötöttek szerződést.

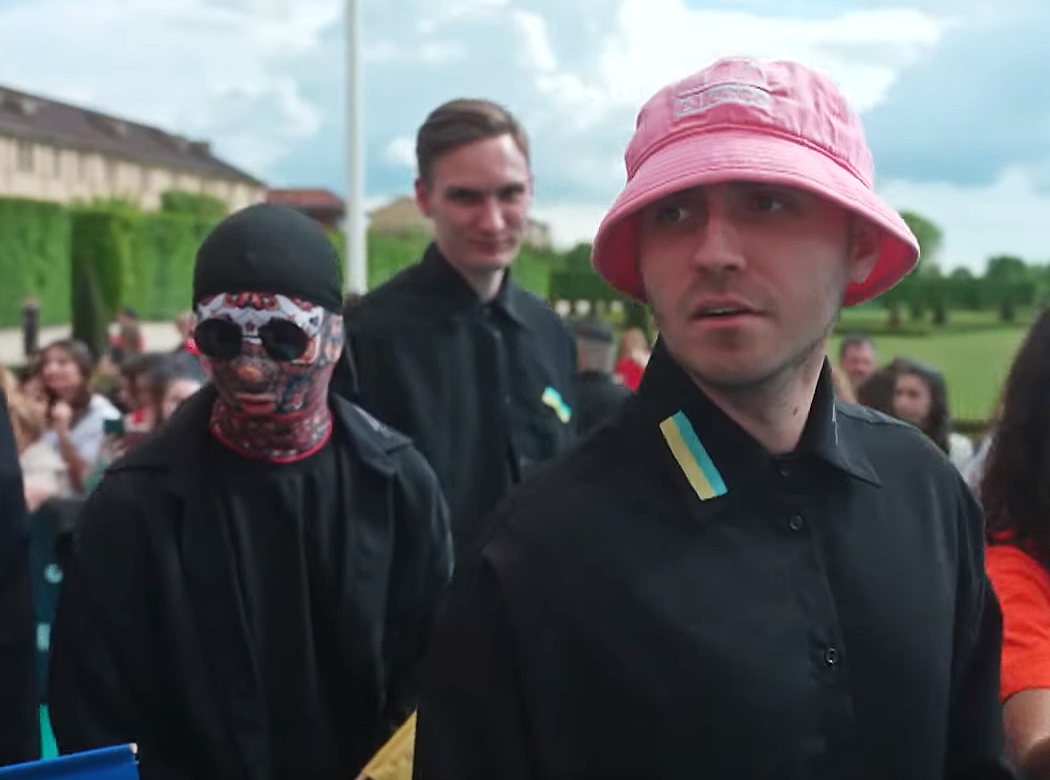
MC KylymMen, Didencsuk és Psziuk az Eurovíziós Dalfesztivál megnyitó ünnepségén

2022. január 25-én vált hivatalossá, hogy az együttes Stefania című dala is bekerült a Vidbir elnevezésű ukrán nemzeti döntő mezőnyébe. A február 12-én megrendezett nemzeti döntőben az együttes a három tagú szakmai zsűri pontjai alapján harmadik, míg a nézői szavazáson első helyezett lett, így összességében másodikként végeztek a versenyen. Pár napra rá, február 16-án a verseny győztese bejelentette, visszalép a dalfesztiválon való szerepléstől. Az ukrán nemzeti műsorszolgáltató, a UA:PBC még aznap bejelentette, hogy tárgyalásokat tartanak a nemzeti döntő második helyezettjével, hogy felajánlják nekik az ország képviselésének jogát. 2022. február 22-én bejelentették, hogy megállapodtak az együttessel, így ők fognak az ukrán színekben indulni az Eurovíziós Dalfesztiválon. A dalt először a május 10-én rendezett első elődöntőben adták elő fellépési sorrend szerint hatodikként a Szlovéniát képviselő LPS Disko című dala után és a Bulgáriát képviselő Intelligent Music Project Intention című dala előtt. Az elődöntőből első helyezettként sikeresen továbbjutottak a május 14-i döntőbe, ahol fellépési sorrendben tizenegyedikként léptek fel, a Hollandiát képviselő S10 De diepte című dala után és a Németországot képviselő Malik Harris Rockstars című dala előtt. A szavazás során a zsűri szavazáson összesítésben negyedik helyen végeztek 192 ponttal, míg a nézői szavazáson első helyen végeztek 439 ponttal, így összesítésben 631 ponttal megnyerték a versenyt és megszerezték Ukrajna harmadik eurovíziós győzelmét. A Stefania az első rap dal, ami megnyerte a dalfesztivált. 
A győzelmükért járó üvegmikrofont az ukrán hadsereg javára aukcióra bocsátották, ami 900 000 amerikai dollárért kelt el.

## Tagok
Kalush
- Oleh Pszjuk
- Ihor Gyidencsuk
- Danyil Csernov (MC KylymMen)

Kalush Orchestra
- Oleh Psziuk
- Ihor Gyidencsuk
- Danyil Csernov (MC KylymMen)
- Timofij Muzicsuk
- Vitalij Duzsik
- Dzsonni Divnij

Eurovíziós felállás
- Oleh Psziuk
- Ihor Gyidencsuk
- Vlad Kurocska  (MC KylymMen)
- Timofij Muzicsuk
- Vitalij Duzsik
- Szasa Tab

## Diszkográfia

### Stúdióalbumok
- Hotin (2021)
- Yo-yo (2021)

### Kislemezek
- Shtomber Womber (2021)
- Stefania (2022)